# Fissidens aphelotaxifolius
Fissidens aphelotaxifolius är en bladmossart som beskrevs av Ronald Arling Pursell 1976. Fissidens aphelotaxifolius ingår i släktet fickmossor, och familjen Fissidentaceae. Inga underarter finns listade i Catalogue of Life.